# 暗殺者たち
『暗殺者たち』（あんさつしゃたち）は黒川創の小説である。「新潮」2013年2月号に掲載され、2013年5月、新潮社から出版された。第26回三島由紀夫賞の候補作となった。サンクトペテルブルク大学の日本語学科の生徒のための、「ドストエフスキーと大逆事件」という演題の講演という体裁を取って、大逆事件で処刑された幸徳秋水、管野須賀子、大石誠之助や同時代の荒畑寒村、杉村楚人冠、安重根らのエピソードが描かれる。

## 内容
講演者の作家が『大韓国人 安重根 資料集』から見つけた、満州日日新聞の夏目漱石の記事「韓満所感」の紹介から書き始められる。安重根によって伊藤博文が、漱石が一月ほど前に満州を訪れた時に通ったハルピンで射殺された号外を見ながら、「韓満所感」は書かれた。この小説では安重根が暗殺者となる経緯が紹介され、その時代に書かれた漱石の小説のなかでは、この暗殺事件への言及が突き放したように書かれていることが話される。講演である体裁を装うために、聴衆の興味をひくエピソードとしてロシアの日本語教師のエピソードや二葉亭四迷らのロシア文学の翻訳者などのエピソードを交えられるなどして小説は進められる。漱石の『それから』で、幸徳秋水についての記述があることが紹介され、その元になった記事を書いた、杉村楚人冠や、幸徳秋水、管野須賀子、荒畑寒村の人間関係が説明される。大逆事件で処刑されることになる人々の人生がエピソードで綴られる。後半で、聴講者の質問に答える形で、管野須賀子らのたてた計画が到底国家元首の暗殺の実行にまでたどりつくほどの強い動機がなかったことを作家は指摘する。未熟な想念という言葉も使われる。20世紀初頭の人々の政治的な想いと日常生活の不調和や、漱石に代表される一般の人々のある意味の無関心など、その時代が多角的な視点で描かれる。

## 漱石の「韓満所感」
1909年11月5日から2日にわたって、満州日日新聞に「韓満所感」という記事が掲載された。満州日日新聞は親友の中村是公が総裁を務める南満州鉄道が経営する新聞である。「韓満所感」は漱石が1909年9月2日から10月14日まで朝鮮・満州旅行を行った時の感想を書き記したものである。満州の日本人官吏、満鉄職員が日本での住宅よりも広い邸宅に住んでいることなどに触れ、「内地に跼蹐してゐる間は、日本人程憐れな国民は世界中にたんとあるまいという考えに始終圧迫されてならなかったが、満州から朝鮮へわたって、わが同胞が文明事業の各方面に活躍して大いに優越者となってゐる状態を目撃して、日本人も甚だ頼もしい人種だとの印象を深く頭の中に刻みつけられた。」などといった感想を記している。

## 書誌情報
- 黒川創『暗殺者たち』 新潮社 (2013/5/31) ISBN 4104444065